# Andreas Papandreu
Andreas Georgiou Papandreu (5. února 1919 Chios – 23. června 1996 Ekali, Athény) byl řecký socialistický politik a ekonom, jedna z klíčových figur řecké politiky 20. století. Byl premiérem Řecka v letech 1981–1989 a 1993–1996. Založil politickou stranu Panhelénské socialistické hnutí (Πανελλήνιο Σοσιαλιστικό Κίνημα) známé pod zkratkou PASOK. Byl synem Georgiose Papandrea, který byl řeckým ministerským předsedou v letech 1944–1945, 1963 a 1964–1965. Jeho synem je Jorgos Papandreu, taktéž politik a bývalý ministerský předseda.
Nástup Andrease Papandrea k moci v roce 1981 znamenal přelom v řecké politice, neboť se levice ujala vlády po 50 letech hegemonie konzervativních, často nedemokratických sil. Jeho vláda proto přijala celou řadu demokratizačních opatření, například uzákonila právo na stávku, posílila parlament na úkor nevoleného prezidenta či zvýraznila úlohu regionálních samospráv. Řada emigrantů z Řecké občanské války se za Papandreovy vlády mohla vrátit domů.

## Vyznamenání
- velkokříž Řádu Kristova – 22. srpna 1983, Portugalsko[1]
- velkokříž Řádu svobody – 30. června 1989, Portugalsko[1]
- rytíř velkokříže Řádu Isabely Katolické – 1983, Španělsko
- Řád polární hvězdy – 1999, Švédsko